# The Call (band)
The Call was een Amerikaanse rockgroep, die actief was tussen 1980 en 2000. Het hoogtepunt van de band lag aan het einde van de jaren tachtig, toen ze met albums als Reconciled en Let the Day Begin internationaal aan de weg timmerde. Voorman en oprichter van The Call was Michael Been. De muziekstijl is een mix van rock, alternatieve rock en new wave.

## Geschiedenis
The Call werd in 1980 in het Californische Santa Cruz opgericht. In 1982 kwam het debuutalbum The Call uit, dat in Engeland was opgenomen. De groep stond dat jaar in het voorprogramma van Peter Gabriel. In 1983 verscheen het sterk politiek beïnvloede Modern Romans en een jaar later het meer poetische Scene Beyond Dreams. Op de eerste drie albums was keyboardspeler Garth Hudson (The Band) als gastmuzikant te horen.
Nadat de groep wegens problemen met de platenmaatschappij Mercury Records enige tijd zonder contract had gezeten, verscheen in 1986 op het platenlabel Elektra Records het album Reconciled. Aan het album, dat in de zomer van 1985 was opgenomen, werd meegewerkt door Peter Gabriel, Jim Kerr van de Simple Minds en Robbie Robertson en Hudson van The Band. Reconciled was het grootste commerciële succes voor The Call en zorgde voor nationale en internationale erkenning. Bekende singles waren I Still Believe (Great Design) en Everywhere I Go. I Still Believe werd door zanger/saxofonist Tim Capello gecoverd voor de soundtrack van de film The Lost Boys uit 1987.
In de jaren hierna verschenen de albums Into the Woods (1987), Let the Day Begin (1989) en Red Moon (1990). De single Let the Day Begin reikte tot een eerste plaats in de Mainstream Hitlijst en werd later door politici Al Gore en Tom Vilsack gebruikt als campagnesong tijdens hun campagnes voor de Amerikaanse presidentsverkiezingen in respectievelijk 2000 en 2008. Op het album Red Moon werd meegezongen door zanger Bono van U2. In de jaren negentig lagen de activiteiten van The Call op een laag pitje. Been probeerde een solocarrière van de grond te krijgen. In 1997 kwam op het onafhankelijke platenlabel Fingerprint Records het laatste studioalbum To Heaven and Back uit, gevolgd door het livealbum Live Under the Red Moon in 2000.
Het Oklahoma Museum of History gaf in 2009 aandacht aan The Call, tijdens een tentoonstelling over rockmuziek afkomstig uit Oklahoma. Het nummer Oklahoma, afkomstig van het album Reconciled, was daarbij genomineerd als state song. Zowel Been als drummer Scott Musick werd geboren in Oklahoma.
Michael Been overleed in 2010 op 60-jarige leeftijd in een ziekenhuis in het Belgische Hasselt, waar hij als geluidstechnicus van de band Black Rebel Motorcycle Club aanwezig was op het festival Pukkelpop. Robert Levon Been, zoon van Michael Been en zanger en bassist van de Black Rebel Motorcycle Club, trad in 2013 samen met de overgebleven bandleden van The Call op in een concertreeks in Californië. Van een optreden in Los Angeles werd in 2014 een CD en DVD A Tribute to Michael Been uitgebracht.

## Leden
- Michael Been - zang, basgitaar
- Tom Ferrier - gitaar
- Jim Goodwin - keyboard
- Scott Musick - drums
- Greg Freeman - basgitaar (1980-1983)

## Discografie

### Studioalbums
- The Call, 1982
- Modern Romans, 1983
- Scene Beyond Dreams, 1984
- Reconciled, 1986
- Into the Woods, 1987
- Let the Day Begin, 1989
- Red Moon, 1990
- To Heaven and Back, 1997

### Livealbum
- Live Under the Red Moon, 2000
- A Tribute to Michael Been, 2014

### Compilaties
- The Walls Came Down: The Best Of The Mercury Years, 1991
- The Best of the Call, 1997

## Covers
Het nummer Let the Day Begin uit 1989 werd in 2013 gecoverd door Black Rebel Motorcycle Club op het album Specter at the Feast. In 2014 verscheen dit nummer tevens op het album Big Music van Simple Minds.